# ヘッセン＝フィリップスタール＝バルヒフェルト家
ヘッセン＝フィリップスタール＝バルヒフェルト家（Hessen-Philippsthal-Barchfeld）は、ドイツの旧諸侯ヘッセン家諸家の中で現在も続いている2系統のうちの1つ。18世紀前半、ヘッセン＝カッセル方伯家の分家の1つヘッセン＝フィリップスタール方伯家から分かれた。

## 概要
ヘッセン＝カッセル方伯ヴィルヘルム6世の三男でヘッセン＝フィリップスタール家を創始したフィリップの末息子ヴィルヘルムは、1721年に新たな分家バルヒフェルト家を創始した。家名は所領を与えられたバルヒフェルト（現テューリンゲン州ヴァルトブルク郡）に由来する。バルヒフェルトはヘッセン＝カッセル方伯領の飛び地になっていたシュマルカルデン領（Herrschaft Schmalkalden）の一部を構成していた。ヴィルヘルムはバルヒフェルトに与えられた極めて小規模な分封領を統治し、同市内の一角を下級貴族のボイネブルク家（Boyneburg）から買い上げて、その家屋敷を取り壊して居城のヴィルヘルムスブルク城（Schloss Wilhelmsburg）を建設した。
1866年、バルヒフェルト家の分封領は宗主であるヘッセン選帝侯国がプロイセン王国領に併合されるとともに消滅した。1880年、同家はヘッセン選帝侯国内に所有していた家族世襲財産（Familienfideikommiss）を放棄し、それと引き換えに、兄脈のヘッセン＝フィリップスタール家と共同私有財産という形で年金30万マルク、ハーナウ城（Stadtschloss Hanau）、ローテンブルク城（Schloss Rotenburg）およびシェーンフェルト城（Schloss Schönfeld）をプロイセン政府により安堵された。1925年に兄脈のフィリプスタール家が断絶するとその資産をも相続し、現在はヘルレスハウゼンのアウグステナウ城（Schloss Augustenau）を居城としている。

## ヘッセン＝フィリップスタール＝バルヒフェルト方伯家家長
- ヴィルヘルム（1世）（家督1721年 - 1761年） - 1721年に父フィリップよりバルヒフェルトを分与される。
- アドルフ（家督1761年 - 1803年）
- カール（家督1803年 - 1854年）
- アレクシス（家督1854年 - 1905年）
- クロートヴィヒ（家督1905年 - 1954年） - 1925年よりヘッセン＝フィリップスタール家家長となる。
- ヴィルヘルム（2世）（家督1954年 - ）